# Majeldsberget
Majeldsberget är ett naturreservat i Norrköpings kommun i Östergötlands län.
Området är naturskyddat sedan 1957 och är 5 hektar stort. Reservatet omfattar höjden med detta namn och består av gamla ekar, hassellundar och öppen betesmark.